# Portlandia grandiflora
Portlandia grandiflora är en måreväxtart som beskrevs av Carl von Linné. Portlandia grandiflora ingår i släktet Portlandia och familjen måreväxter. IUCN kategoriserar arten globalt som nära hotad.
Artens utbredningsområde är Jamaica. Inga underarter finns listade i Catalogue of Life.